# 55844 Бічак
55844 Бічак (55844 Bičák) — астероїд головного поясу, відкритий 12 вересня 1996 року.
Тіссеранів параметр щодо Юпітера — 3,856.